# Michał Majerski
Michał (Michael) Majerski (ur. 19 kwietnia 1948 w Polanicy-Zdroju) – reżyser, operator i scenarzysta filmowy, dziennikarz telewizyjny.

## Życiorys

### Młodość i wykształcenie
Urodził się w rodzinie polsko-niemieckiej. Maturę zdał w 1966 w Technikum Fototechnicznym w Katowicach. W 1972 został przyjęty na Wydział Operatorski Państwowej Wyższej Szkoły Filmowej, Telewizyjnej i Teatralnej w Łodzi, którą ukończył dyplomem w 1976.
Po studiach pracował tam jako pracownik naukowy, początkowo w Katedrze Fotografii i Reklamy Wizualnej, a później w Katedrze Realizacji Telewizyjnej. Równocześnie realizował programy telewizyjne i filmy oświatowe.
W 1978 wyemigrował z Polski do Niemiec, gdzie do 1992 pracował jako nauczyciel zawodu w Wyższej Szkole Technicznej w Berlinie na kierunku „asystent operatora obrazu i realizacja obrazu filmowego”. Równocześnie uczestniczył w seminariach reżyserii filmowej prowadzonych przez Luca Bondy’ego, Krzysztofa Kieślowskiego i Andrieja Tarkowskiego. W 1992 zrezygnował z pracy pedagogicznej i wyjechał w podróż studyjną, połączoną z żeglarstwem ekstremalnym w rejonach Ameryki Północnej i Środkowej.
W 1995 wrócił do Polski i osiedlił się w Szczecinie, gdzie początkowo podjął pracę w Ośrodku Telewizji TVP Szczecin jako reżyser i dziennikarz. Następnie założył firmę produkcji filmowej „Arkona film” w której realizował programy publicystyczne z Pomorza i krajów nadbałtyckich dla publicznych stacji telewizji niemieckiej NDR i ZDF. W 2005 rozpoczął realizację swoich pierwszych autorskich filmów dokumentalnych.
Od 1977 jest członkiem Stowarzyszenia Filmowców Polskich.

### Twórczość filmowa
Jego pełnometrażowe filmy dokumentalne są motywowane autobiograficznie i podejmują tematykę konsekwencji II wojny światowej dla byłych i aktualnych mieszkańców ziem przyłączonych po wojnie do Polski. Filmy te w formie „oral history” przedstawiają sytuację ludności po wojnie na terenach, które w propagandzie komunistycznej były nazywane „Ziemiami Odzyskanymi”.
Rzeczywistość na tych ziemiach pokazana jest jako konsekwencja przesiedleń i wymiany ludności. Bohaterowie filmów to Niemcy i Polacy, którzy na zasadzie konfrontacji opowiadają o swoich losach po zakończeniu wojny, do tej pory przemilczanych, czy z różnych powodów ukrywanych. Budowanie środkami filmowymi takich fikcyjnych rozmów z ludźmi dzisiaj, po latach, jest próbą podjęcia dialogu między sąsiadami i próbą ich pojednania.
Począwszy od filmu z 2005 Kraj mojej matki do filmu Oberschlesien – kołocz na droga z 2010, jego środki wyrazu podobne są do metody, jaką stosował w swoich filmach Claude Lanzmann. Nie ocenia bohaterów swoich filmów, tylko dokładnie pyta i obserwuje. Skupia się głównie na twarzach i odrzuca użycie dodatkowych materiałów dokumentalnych.
Ostatni jego film Oberschlesien – tu, gdzie się spotkaliśmy z 2013 zmienia formę, która staje się agresywna, ale adekwatna do poruszonego tematu polonizacji Górnego Śląska po wojnie i odradzania się polskich nacjonalizmów.
Filmy Majerskiego uważane są za wybitne i poruszają „tematykę, którą inni omijają szerokim łukiem”. Są pokazywane głównie na pokazach specjalnych.

## Filmografia[3]

### Reżyseria
| Rok  | Film                                 | Uwagi                      |
| ---- | ------------------------------------ | -------------------------- |
| 1976 | Wędrówki po Polsce                   | W drzewie, etiuda szkolna. |
| 1978 | Jezioro czasu                        | Film dokumentalny.         |
| 1996 | Die Perlenfischer                    | Film dokumentalny.         |
| 2005 | Kraj mojej matki                     | Film dokumentalny.         |
| 2006 | Erzwungene Wege                      | Film dokumentalny.         |
| 2008 | Dom mojego ojca                      | Film dokumentalny.         |
| 2010 | Oberschlesien – kołocz na droga      | Film dokumentalny.         |
| 2013 | Oberschlesien, Here Is Where We Meet | Film dokumentalny.         |

### Scenariusz
| Rok  | Film                                 | Uwagi              |
| ---- | ------------------------------------ | ------------------ |
| 1978 | Jezioro czasu                        | Film dokumentalny. |
| 1996 | Die Perlenfischer                    | Film dokumentalny. |
| 2005 | Kraj mojej matki                     | Film dokumentalny. |
| 2008 | Dom mojego ojca                      | Film dokumentalny. |
| 2010 | Oberschlesien – kołocz na droga      | Film dokumentalny. |
| 2013 | Oberschlesien, Here Is Where We Meet | Film dokumentalny. |

### Producent
| Rok  | Film                                 | Uwagi              |
| ---- | ------------------------------------ | ------------------ |
| 2013 | Oberschlesien, Here Is Where We Meet | Film dokumentalny. |

### Zdjęcia
| Rok  | Film                                      | Uwagi                      |
| ---- | ----------------------------------------- | -------------------------- |
| 1975 | Wesele                                    | Etiuda szkolna.            |
| 1976 | Wędrówki po Polsce                        | W drzewie, etiuda szkolna. |
| 1978 | Jezioro czasu                             | Film dokumentalny.         |
| 1978 | Elegia na śmierć porucznika Kalinowskiego | Film dokumentalny.         |
| 1996 | Die Perlenfischer                         | Film dokumentalny.         |
| 2005 | Kraj mojej matki                          | Film dokumentalny.         |

## Publikacje, eseje
- Film- Kunst der Bilder?, Filmfaust Verlag Frankfurt/Main, 1984
- Śląska wojna i pokój, „Odra”, 1/2013.
- Altheide, „Ziemia Kłodzka”, nr 258–259, luty 2016, s. 44–48.

## Nagrody
- 2006 – Lubuskie Lato Filmowe. Nagroda dla najlepszego niemieckiego filmu dokumentalnego dla Kraj mojej matki.
- 2010 – Erasmus EuroMedia Award. Nominacja dla filmu Oberschlesien- kołocz na droga
- 2010. Międzynarodowy Festiwal Filmowy „Regiofun”, Katowice[4]. Trzecia nagroda dla filmu Oberschlesien – kołocz na droga
- 2013. Erasmus EuroMedia Award[5]. Grand Award dla filmu Oberschlesien – tu, gdzie się spotkaliśmy we wszystkich kategoriach[6].